# Tommy Archer
Tommy Archer (né le 16 novembre 1954) à Duluth aux États-Unis est un ancien pilote de course automobile international américain.

## Palmarès

### Résultats aux24 heures du Mans
| Année | Écurie           | Copilotes                  | Voiture              | Classe | Tours | Pos. | Class Pos. |
| ----- | ---------------- | -------------------------- | -------------------- | ------ | ----- | ---- | ---------- |
| 1997  | Viper Team Oreca | Soheil Ayari Marc Duez     | Chrysler Viper GTS-R | GT2    | 76    | Abd. | Abd.       |
| 1998  | Viper Team Oreca | Olivier Beretta Pedro Lamy | Chrysler Viper GTS-R | GT2    | 312   | 13e  | 2e         |
| 1999  | Viper Team Oreca | Justin Bell Marc Duez      | Chrysler Viper GTS-R | GTS    | 318   | 12e  | 2e         |
| 2000  | Viper Team Oreca | Marc Duez Patrick Huisman  | Chrysler Viper GTS-R | GTS    | 32    | 12e  | 5e         |